# Lampides minor
Lampides minor är en fjärilsart som beskrevs av Tutt 1907. Lampides minor ingår i släktet Lampides och familjen juvelvingar. Inga underarter finns listade i Catalogue of Life.